# کارل گوت
کارل گوت، (۱۴ ژوئیه ۱۹۳۹–۱ اکتبر ۲۰۱۹) موفق‌ترین خواننده در چکسلواکی سابق و جمهوری چک بود. او همچنین نقاشی را به صورت غیرحرفه‌ای انجام می‌داد. گوت در مسابقهٔ سالانه موسیقی ملی بلبل زرین ۴۱ بار برندهٔ بهترین خواننده مرد در چک شد که آخرین بار در سال ۲۰۱۷ بود.
از فیلم‌ها یا مجموعه‌های تلویزیونی که وی در آن‌ها نقش داشته‌است می‌توان به اگر یک‌هزار کلارینت اشاره نمود.

## پبوند به بیرون
- لیدی کارنِوال با صدای کارل گوت در یوتیوب
- آهنگی با صدای کارل گوت و لوسی بیلا در یوتیوب

مشارکت‌کنندگان ویکی‌پدیا. «Karel Gott». در دانشنامهٔ ویکی‌پدیای انگلیسی، بازبینی‌شده در ۲ اکتبر ۲۰۱۹.